# Ana Teresa Morales
Ana Teresa Morales Olivera (La Paz, 26 de octubre de 1959) es una economista, catedrática y política boliviana que ocupó el alto cargo de Ministra de Desarrollo Productivo y Economía Plural de Bolivia desde el 23 de enero de 2011 hasta el 23 de enero de 2015, durante el segundo gobierno del presidente Evo Morales Ayma. A su vez, Morales fue también la viceministra de Desarrollo Rural y Tierras de Bolivia desde el 24 de enero de 2009 hasta el 2 de febrero de 2010.

## Biografía
Ana Teresa Morales nació el 26 de octubre de 1959 en la ciudad de La Paz. Es hija del reconocido abogado potosino Manuel Morales Dávila (1926-2020). Teresa comenzó sus estudios escolares en 1966, saliendo bachiller el año 1977 de su ciudad natal. Continuo con sus estudios profesionales ingresando a estudiar la carrera de economía en la Universidad Mayor de San Andrés (UMSA), titulándose como economista de profesión el año 1983. Posee un doctorado en ciencias del desarrollo en el posgrado del CIDES - UMSA y una maestría en Desarrollo Humano.
Durante su trabajo laboral se desempeñó como docente universitaria y fue consultora en diversas instituciones de cooperación sobre temas de promoción productiva, de pobreza urbana y microempresa urbana rural.
También ha sido coordinadora de la Unidad Jurídica de Desarrollo Constitucional en la Asamblea Legislativa Plurinacional, asesora de la bancada del Movimiento al Socialismo (MAS) en la asamblea constituyente de 2008, asesora del ministro Carlos Romero Bonifaz en el tema de desarrollo rural y asesora en el Ministerio de Producción y Microempresa.

## Vida política

### Viceministra de Desarrollo Rural y Agropecuario (2009-2010)
El 24 de enero de 2009, la ministra de Desarrollo Rural de Bolivia Julia Ramos Sánchez, posesionó a Teresa Morales en el cargo de viceministra de Desarrollo Rural y Agropecuario en reemplazo Remmy Gonzales. Estuvo en el cargo por un año hasta febrero de 2010 cuando fue reemplazada por Víctor Hugo Vásquez.

### Gerente general de la Empresa azucarera San Buenaventura (2010-2011)
El 10 de noviembre de 2010, la ministra de desarrollo productivo de Bolivia Antonia Rodríguez posesionó a la economista Teresa Morales como la nueva gerente general de la empresa azucarera de San Buenaventura Pero solo estaría por dos meses en dicho cargo hasta enero del año 2011.

### Ministra de Desarrollo Productivo y Economía Plural (2011-2015)
El 23 de enero de 2011, el presidente de Bolivia Evo Morales Ayma la posesionó en el cargo de ministra de Desarrollo Productivo y Economía Plural del país, reemplazando a Antonia Rodríguez. Teresa Morales estuvo en el cargo por un lapso de tiempo de 4 años hasta el 23 de enero de 2015 entregando el mando del ministerio a la economista paceña Verónica Ramos.

### Directora de la Unidad de Investigaciones Financieras (UIF) (2018-2019)
El 19 de marzo de 2018, el ministro de economía y finanzas públicas Mario Guillén Suárez posesionó Teresa Morales como la nueva Directora de la Unidad de Investigaciones Financieras (UIF), en reemplazo de Alejandro Taboada. Durante su posesión, Morales dijo que uno de los retos es continuar con la investigación de los denominados "Papeles de Panamá".
| Predecesor: Antonia Rodríguez Medrano | Ministra de Desarrollo Productivo y Economía Plural de Bolivia 23 de enero de 2011 - 23 de enero de 2015 | Sucesor: Verónica Ramos Morales |